# Salacia tetracythara
Salacia tetracythara är en nässeldjursart som beskrevs av Jean Vincent Félix Lamouroux 1816. Salacia tetracythara ingår i släktet Salacia och familjen Sertulariidae. Inga underarter finns listade i Catalogue of Life.